# کیسی، کنیا
کیسی (به انگلیسی: Kisii) شهری در استان نیانزا واقع در کشور کنیا است که در سال ۱۹۹۹ میلادی ۵۹٫۲۴۸ نفر جمعیت داشته و جمعیت آن در سال ۲۰۰۵ میلادی به ۷۱٫۳۰۴ نفر رسیده‌است.